# クラークソンズ ファーム
クラークソン、農家になる。は、イギリスのドキュメンタリー番組。自動車評論家のジェレミー・クラークソンが、コッツウォルズで1000エーカー（400Ha)の農場を、素人ながらも献身的に経営する様が記録され、比較的好意的な評価を受けた。最初のシリーズは、2021年6月11日にAmazonプライムビデオで放送が解禁された。
同年7月にはシーズン2制作が決定し、2023年2月10日に放送が解禁され、英国内で最も視聴されたプライムビデオオリジナル作品となった。2022年10月にはシーズン3、2023年11月にはシーズン4、2024年11月にはシーズン4配信前にシーズン5の製作が決定した。シーズン3以降は概ね収録の翌年5月に配信されている。

## Diddly Squat Farm (邦訳: お気持ち牧場）
農場は、元々はオックスフォードシャーのSarsden地区に属していた。クラークソンは、Curdle Hill Farmを含む1000エーカー（4平方キロメートル）の土地を2008年に購入した。そのうちの大半は農地で、オオムギ、セイヨウアブラナとコムギの輪作を行っていた。この農地はハワードという小作農家によって2019年の彼の引退まで耕作された。その後はクラークソン本人が農業への挑戦を決意した。
農場はクラークソンによってDiddly Squat（お気持ち農場）に改名した。Diddly Squatは「ほぼない」という意味のスラングであり、素人ゆえの低い生産性を皮肉めかしたネーミングとなっている。

## キャスト

### メインキャスト
- ジェレミー・クラークソン: 自動車ジャーナリスト、テレビ司会者で、トップギアや後のグランドツアーといった番組で人気を獲得した。新規にDiddly Squatと命名された農場の所有者。
- ケイレブ・クーパー: 1998年にチッピングノートンで生まれた若い農家。クーパーはヘイスロップで自分の農場を営んでいるが、クラークソンに彼の農場を手伝うように頼まれた。彼はクラークソンが運営する以前の同農場で働いた経験がある。主にクラークソンに対する農家としての助言役を務め、農機具や諸問題を解決していく。チャドリントンの村やその周辺からほぼ出たことが無く、25キロ離れたバンブリーが彼にとっての「最大の遠出」である。妻と二人の子供がいる。自らの半生や農業をテーマにしたトークステージにも立っており、2024年11月にはツアーの様子を収めたスピンオフ動画「ケイレブの世界:オンツアー(The World According to Kaleb)」が配信された。シーズン4の序盤はツアー中の為参加しなかった。
- リサ・ホーガン: 女優でクラークソンの恋人で、農場や直売所の運営に携わる。クラークソン曰く典型的アイルランド人の血を引いており、不当と思うルールには従わずチャーリーの忠告をも跳ね除けてしまう。
- チャーリー・アイルランド: クラークソンに「にこやかチャーリー」と皮肉めいたあだ名で呼ばれる農学者兼不動産屋で、クラークソンの農場運営に置ける助言役。農作物や農業関連の条例、農家の経済などの農業関連全般に造詣が深い。i（英国の新聞）の記者は彼を「いつ何時も良識的で…（中略）牧師のように毅然とした態度で凶報を伝えに来る」と表現している。
- ジェラルド・クーパー: 農場の「筆頭門番」であり、農場外周40マイル（64キロ）に敷かれている英国式石積み壁の制作と修繕の専門家。クラークソンとの会話は非常に微笑ましいが、クーパーの非常に強いWest Country Accent（地方方言）のせいで会話が成立していないことも多い。彼の50年の経験を活かし、農作物の収穫でもクラークソンを助ける。ケイレブ・クーパーとは血縁関係はなく、番組内では農場の地域で特に多いファミリーネームだと紹介されている。シーズン3においては前立腺がんの治療の為終盤まで参加しなかった。
- ケビン・ハリソン(シーズン1):　英国羊畜産協会の会長で熟練の羊農家で、クラークソンが羊の群れを購入し畜産に挑戦した際に助言を与えた。
- エレン・ヘリウェル(シーズン1):　国内の土地に関する条例をクラークソンの農場が守るように助言する羊飼い（女性）。羊のお産や毛刈りも彼女の仕事のうちである。
- アラン・タウンセンド(シーズン2,1ではゲスト出演):　農場内の直売所や動物の納屋、農場のレストランなどの複数のプロジェクトの考案・運営者。
- ディルウィン・エバンス(シーズン2,1ではゲスト出演): 地元の獣医で、農場の羊や牛などの体調を管理する。家畜の疾病予防や、牛の出産も手伝う。
- アンディ・カトー(シーズン3):テクノユニット「グルーヴ・アルマダ」のメンバー。再生型農業事業を手掛けており、クラークソンから農場の一部を借り上げて小麦と豆を混合で作付けした。保守的農家のケイレブからは良く思われていない。
- ハリエット・カウアン(シーズン4):トークショーツアー中のケイレブに代って農作業を担った女性農家。ケイレブより若く、女性農家の希望となるべくTikTokクリエイターとしても活動している。番組やセレブにはそれほど関心がなく、クラークソンにもフランクに接した。

### その他のキャスト
- ジョージア・クレイグ: 全英農家組合の条例アドバイザーで、法令や条例などに関してクラークソンに助言を与える。
- ヴィクトール・ザイチェンコ:　ウクライナ人の養蜂家で、クラークソンにコンバインハーベスタを貸与した。
- ティムとケイティ:　地元の牛ブリーダーで、肉牛や乳牛を売り、後に種付け用の雄牛を貸与した。
- パディとステフ: 地元の卵農家で、後に雌鶏や雄、肥料などを販売した。
- エマ: 地元の乳牛農家で、牛結核で彼女の農場の半分の乳牛を処分させられた。直売所に牛乳を卸す。
- ピップ: プロの料理人で、農場のレストランを運営。
- ジェームス・メイ: Top Gearシリーズ及びThe Grand Tourシリーズで共演した盟友。シーズン4にて、パブを開業しようとするクラークソンの相談相手としてビデオ通話出演した。
- リチャード・ハモンド: Top Gearシリーズ及びThe Grand Tourシリーズで共演した盟友。シーズン4にて、パブの装飾品となる古いトラクターの部品取りとクロームメッキを施した。

- アンディ・ウィルマン:Top Gearシリーズ及びThe Grand Tourシリーズのプロデューサー。シーズン4にてパブにThe Grand Tourで使用していたテントスタジオを提供した。

## 反響
英国の農業誌Farming TodayでクラークソンはBBCテレビジョンのポッドキャストを聞いていると語った。現役世代の農家からの反響は好評のようだ。
ドキュメンタリーとしての質が高く、それでいて面白い…多くの農家は、この番組が農家としての経験を好意的に映している…途中には声を出して笑えるようなシーンもあり…クラークソンが農業という産業と、それに関わる人々にスポットライトを当てくれて、非常に喜ばしいことだ。
他の農家も「非常に好印象」との反響を寄せている。羊農家のジェームズ・レバンクスも農業コミュニティ「全体」がこの番組を愛していて、BBCが30年にも及んで制作・放映している農業番組のよりも大きな仕事をした、と評価している。視聴者は「クラークソン、農家になる」を教育的かつ愉快であると認識しており、彼らは「より農業に詳しくなった」としている。全英農家組合は、英国における農業の実情を大衆に広めた功績として、2021年に「農業普及貢献者表彰」をクラークソンに与えている。クラークソンの右腕とも言えるカレブ・クーパーとともに英国農業表彰式典で、「Flying the Flag for British Agriculture Award」を受賞した。

## 評価
BARBER（イギリスにおけるビデオリサーチ）によれば、第二シーズンの第一章はイギリスで最も視聴されたアマゾンオリジナルの番組となった。公開後の７日間では430万人に視聴され、2022年にロード・オブ・ザ・リングのシリーズが記録した320万回を更新した。第一章は全チャンネルでも16位の視聴数を獲得し、第二章は380万人に、第三章も330万人に視聴された。累計では28日間で760万人が全八章を視聴し、最も視聴されたアマゾンプライム内の番組となった。
- 公式ウェブサイト
- クラークソンズ ファーム - IMDb（英語）